# Assegaj clenchi
Assegaj clenchi is een vlinder uit de familie van de Houtboorders (Cossidae). De soort is voor het eerst wetenschappelijk beschreven door Roman Viktorovitsj Jakovlev in een publicatie uit 2006.
De soort komt voor in tropisch Afrika waaronder Sierra Leone, Nigeria, Congo-Brazzaville en Congo-Kinshasa.